# Thesium repens
Thesium repens är en sandelträdsväxtart som beskrevs av Carl Friedrich von Ledebour. Thesium repens ingår i släktet spindelörter, och familjen sandelträdsväxter. Inga underarter finns listade i Catalogue of Life.